# Отношения Австралии и Соломоновых Островов
Отношения Австралии и Соломоновых Островов — двусторонние отношения между Австралией и Соломоновыми Островами. Дипломатические отношения между странами были установлены в 1978 году.

## Сравнительная характеристика
|                     | Австралия                                            | Соломоновы Острова                                  |
| ------------------- | ---------------------------------------------------- | --------------------------------------------------- |
| Население           | 25 978 935                                           | 515 870                                             |
| Территория          | 7 741 220 км²                                        | 28 896 км²                                          |
| Плотность населения | 2,8 чел./км²                                         | 18,1 чел./км²                                       |
| Столица             | Канберра                                             | Хониара                                             |
| Крупнейший город    | Сидней                                               | Хониара                                             |
| Правительство       | конституционная монархия                             | конституционная монархия                            |
| Язык                | английский                                           | английский                                          |
| Основная религия    | христианство                                         | христианство                                        |
| ВВП                 | 1,137 трлн долларов США (47,318 $ на душу населения) | 1,725 млрд долларов США (3,191 $ на душу населения) |
| ИРЧП                | 0,951                                                | 0,564                                               |

## История
Во время Второй мировой войны Австралия воевала с Японией на Тихом океане, в том числе шли сражения и за Соломоновы Острова.

## Двусторонние экономические отношения
Австралия оказывает значительную экономическую помощь Соломоновым островам. Австралийское правительство играет ведущую роль в рамках Региональной миссии по оказанию помощи Соломоновым островам. Более 7000 австралийских военнослужащих были развернуты на Соломоновых Островах в рамках этой миссии. В 2013 году правительство Австралии выделит 500 млн долларов США на оказание помощи Соломоновым Островам на протяжении 4-х лет.